# Parineeta – Das Mädchen aus Nachbars Garten
Parineeta (Hindi: परिणीता, pariṇītā; Urdu: پرنیتا, übersetzt: Die verheiratete Frau) ist ein Hindi-Film von Pradeep Sarkar aus dem Jahr 2005. Die Handlung basiert auf dem 1914 veröffentlichten gleichnamigen Roman von Sharat Chandra Chattopadhyay. Regisseur Sarkars Adaption ist dessen vierte Verfilmung.

## Handlung
Kalkutta 1962: Lalita kommt als Waisenkind zur Familie ihres Onkels Gurucharan. Mit seiner Tochter Koel schließt sie sehr schnell Freundschaft sowie mit Shekhar. Shekhar Rai ist der Nachbarsjunge und Sohn von Navin Rai, einem Geschäftsmann. Eine tiefe Freundschaft und die gemeinsame Leidenschaft für die Musik verbindet sie mit Shekhar, der mit ihrer Hilfe seine Klavierstücke komponiert.
Eines Tages bekommt Gurucharan einen Herzinfarkt und muss sich vom Nachbarn Navin Rai eine hohe Summe Geld ausleihen. Drei Jahre später fordert Navin sein Geld zurück und droht ihm sein Haus als Ersatz an sich zu nehmen. Er hat die Absicht ein Hotel daraus zu machen. Seinem Sohn Shekhar erzählt er nichts von seinem Vorhaben.
Lalita trifft auf Girish, der Onkel ihrer Freundin und Nachbarin Charu. Girish kommt aus London und verliebt sich sofort in Lalita. Als Shekhar merkt, dass jener sie umwirbt, wird ihm klar, dass er sie schon immer geliebt hat. Aber sein Vater will die schöne Gayatri Tantia als Schwiegertochter, die aus einer wohlhabenden Familie kommt.
Shekhar wird eifersüchtig, als er an Lalitas Seite einen anderen Mann sieht. Seine Eifersucht bringt Shekhar dazu Lalita grob zu behandeln. Er verstößt sie aus Wut, weil er glaubt, dass Lalita Girish heiraten wird.
Girish erfährt von dem Vertrag von Guruchan und Navin. Ihm wird klar, dass Navin bewusst war, dass Guruchan das Geld nie rechtzeitig abbezahlen kann. Er macht Guruchan zu seinem Partner und gibt ihm einen Vorschuss von 180.000 Rupien, mit denen er seine Schulden begleichen kann. Navin wird zornig, als er merkt, dass er das Haus nicht kriegt. Er möchte Guruchan und seine Familie nie mehr wieder sehen.
Während Shekhar geschäftlich verreist, baut sein Vater eine Mauer zwischen seinem Haus und das Haus von Gurucharan. Beim Anblick der Mauer kriegt Guruchan einen weiteren Herzinfarkt und stirbt kurz darauf. Navin möchte, dass Shekhar sich nicht mehr mit Lalita trifft. Für Navin ist es ein Kinderspiel den zornigen und eifersüchtigen Shekhar davon zu überzeugen, dass Guruchan Lalita mit Girish verheiraten will, weil Girish der Familie in Geldnot geholfen hat.
Nach Guruchans Tod entscheidet Girish, dass er den Rest der Familie mit nach London nimmt. 
Die Familie packt ihre Sachen und will abreisen. Gegenüber, im Nachbarhaus macht sich der Bräutigam Shekhar für seine Hochzeit fertig. Girish kommt zu ihm ins Zimmer und überreicht ihm die Papiere für das Haus. Er offenbart Shekhar seine Liebe für Lalita und dass seine Liebe unerwidert bleibt. Lalita behauptete nämlich, dass sie schon verheiratet wäre. Shekhar versteht, dass Lalita ihn meinte. Koel wird die Frau von Girish werden, nicht Lalita.
Navin kommt ins Zimmer rein, nachdem Girish geht. Navin sieht die Papiere des Hauses und ist überglücklich. Shekhar ist sauer, weil seinem Vater das Geschäft wichtiger ist als seine Beziehungen zu Menschen. Ihm wird bewusst, dass er kaltherzig handelte sowie sein Vater. Er stürmt raus in den Garten vor die Mauer und versucht sie zu zerbrechen. Die Hochzeitsgäste schauen ihm zu und feuern ihn an, da sich Shekhar gegen seinen Vater stellt. Auf der anderen Seite der Mauer beobachtet Lalita ihn, die durch den Krach auf ihn aufmerksam wurde. Als Shekhar es endlich schafft die Mauer zu zerstören, geht er durch und führt Lalita auf die andere Seite. Er bezeichnet sie als seine Frau vor den Gästen und heiratet sie.

## Musik
| # | Titel                      | Sänger                        | Länge |
| - | -------------------------- | ----------------------------- | ----- |
| 1 | Piyu Bole                  | Sonu Nigam, Shreya Ghoshal    | 04:21 |
| 2 | Kasto Mazza                | Sonu Nigam, Shreya Ghoshal    | 04:43 |
| 3 | Soona Man Ka Aangan        | Shreya Ghoshal, Sonu Nigam    | 04:20 |
| 4 | Kaisi Paheli Hai Zindagani | Sunidhi Chauhan               | 04:03 |
| 5 | Raat Hamari Toh            | K. S. Chitra, Swanand Kirkire | 05:19 |
| 6 | Dhinak Dhinak Dha          | Rita Ganguly                  | 03:53 |
| 7 | Hui Main Parineeta         | Sonu Nigam, Shreya Ghoshal    | 02:23 |

## Synchronisation
| Darsteller             | Rolle                     | Synchronsprecher   |
| ---------------------- | ------------------------- | ------------------ |
| Saif Ali Khan          | Shekhar Rai               | Philipp Moog       |
| Vidya Balan            | Lalita                    | Luise Helm         |
| Sanjay Dutt            | Girish Sharma             | Manfred Lehmann    |
| Achyut Potdar          | Gurcharan, Lalitas Onkel  | Frank-Otto Schenk  |
| Kumkum Bhattacharya    | Vasundhara, Lalitas Tante | Liane Rudolph      |
| Raima Sen              | Koel                      | Tanya Kahana       |
| Smita Malhotra         | Charu                     | Yvonne Greitzke    |
| Supriya Shukla         | Sunita                    | Christin Marquitan |
| Sabyasachi Chakraborty | Navin Rai                 | Ernst Meincke      |
| Pradeep Chakraborty    | Mishra ji                 | Norbert Gescher    |
| Diya Mirza             | Gayatri Tantiya           | Maria Koschny      |
| Howard Rosemeyer       | Siddharth Tantiya         | Jan Spitzer        |

## Auszeichnungen
Filmfare Award:
- Filmfare Award/Bestes Szenenbild – Keshto Mondal, Tanushree Sarkar und Pradeep Sarkar
- Filmfare Award/Beste Choreografie – Howard Rosemeyer
- Filmfare Award/Bestes Debüt – Vidya Balan
- Filmfare Award/RD Burman Award – Shantanu Moitra
- Filmfare Award/Bester Ton – Bishwadeep Chatterjee

Nominiert:
- Filmfare Award/Bester Film – Vidhu Vinod Chopra, Vinod Chopra Productions
- Filmfare Award/Beste Regie – Pradeep Sarkar
- Filmfare Award/Bester Hauptdarsteller – Saif Ali Khan
- Filmfare Award/Beste Hauptdarstellerin – Vidya Balan
- Filmfare Award/Bester Nebendarsteller – Sanjay Dutt
- Filmfare Award/Beste Musik – Shantanu Moitra
- Filmfare Award/Bester Liedtext – Swanand Kirkire für „Piyu Bole“
- Filmfare Award/Bester Playbacksänger – Sonu Nigam für „Piyu Bole“
- Filmfare Award/Beste Playbacksängerin – Sunidhi Chauhan für „Kaisi Paheli Zindgani“

Star Screen Award:
- Star Screen Award/Meistversprechende Newcomerin – Vidya Balan
- Star Screen Award/Beste Playbacksängerin – Shreya Ghoshal

Zee Cine Award:
- Zee Cine Award/Bestes Regiedebüt – Pradeep Sarkar
- Zee Cine Award/Beste Debütantin – Vidya Balan
- Zee Cine Award/Beste Playbacksängerin – Shreya Ghoshal für „Piyu Bole“
- Zee Cine Award/Bester Dialog – Rekha Nigam und Vidhu Vinod Chopra
- Zee Cine Award/Beste Kostüme – Subarna Rai Chaudhuri

Weitere Auszeichnungen:
- National Film Award – Indira Gandhi Award
- Stardust Superstar of Tomorrow - Female – Vidya Balan
- IIFA Award/Beste Debütantin – Vidya Balan
- Bollywood Movie Award/Bestes Drehbuch – Vidhu Vinod Chopra und Pradeep Sarkar

## Hintergründe
Parineeta wurde zuvor bereits mehrfach verfilmt. Die erfolgreichste entstand 1953 unter der Regie von Bimal Roy.
Diese Verfilmung aus dem Jahr 2005 ist der Debütfilm von Vidya Balan in Bollywood und das Regiedebüt von Pradeep Sarkar.